# Giorgi Margvelasjvili
Giorgi Margvelasjvili (georgisk: გიორგი მარგველაშვილი, født den 4. september 1969) er en georgisk politiker som var den fjerde præsident af Georgien (2013–2018).